# Suss Microtec
Die Suss MicroTec SE (Eigenschreibweise SUSS MicroTec SE, bis 2024 Süss MicroTec und bis 1999 Karl Süss GmbH & Co. KG) ist ein in Garching bei München ansässiges Maschinenbauunternehmen, das Anlagen und Prozesse für den Halbleitermarkt, die Nano- und Mikrosystemtechnik und verwandte Märkte anbietet.
Die Anlagen und Prozesse für die Mikrostrukturierung finden ihren Einsatz bei der Herstellung von Speicherchips, Prozessoren, MEMS, LEDs und anderen Mikrosystemtechnik-Bauteilen. Das Unternehmen bietet Produkte für die Prozessierung von lithografischen Fotomasken und das Advanced Backend der Halbleiter-Wertschöpfungskette an. Es ist sowohl Lieferant für die industrielle Großserienproduktion als auch für Einrichtungen aus dem Bereich Forschung und Entwicklung.

## Unternehmensentwicklung

### 1949 bis 1980: Gründungsjahre und Einstieg in Halbleiterbranche
Zum 1. April 1949 gründete der damals 47-jährige Karl Süss die Karl Süss KG und übernahm als Handelsvertreter für Bayern den Vertrieb für optische Geräte (Mikroskope, Kameras und Laborausrüstungen) der Ernst Leitz GmbH. Mit der Zeit wandelte sich das Unternehmen von einer reinen Vertriebsgesellschaft mit fünf Beschäftigten zum Auftragsfertiger.
1963 erhielt Süss einen Auftrag von Siemens zur Entwicklung eines einfachen Fotolithografiegerätes. Dieser Auftrag umfasste kleine Messtische mit Stereomikroskopen, die miteinander gebondet sind. Dabei entwickelte Süss für Siemens den Prototyp des ersten Mask-Aligners MJB3, ein Maskenjustierbelichter für Fotolithografie. Der Auftrag stellte den ersten Schritt in die Halbleiterbranche dar, die später zum Kernmarkt des Unternehmens wurde. 1968 zog das Unternehmen mit seiner Produktion und seinen 30 Mitarbeitern nach Garching.
Mit der Entwicklung der Halbleiterindustrie begann Süss, Diamantritzer und Spin-Coater herzustellen. 1974 wurde der erste Mask-Aligner, der eine mikrometergenaue doppelseitige Belichtung ermöglichte, entwickelt. Das Unternehmen Süss, dessen Name im Forschungs- und Entwicklungsbereich bereits für Fotolithografie stand, richtete sich danach schwerpunktmäßig auch an Kunden aus der Fertigungsindustrie. 1975 wurde mit dem MJB55 der erste Mask-Aligner für die Massenproduktion entwickelt.

### 1980 bis 2010: Internationalisierung und Börsengang
Im Laufe der 1980er-Jahre expandierte Süss ins Ausland. Als erstes wurde ein Werk in den Vereinigten Staaten in Waterbury, Vermont, eingerichtet. Mit dem Waferbonder ging das Unternehmen im Jahre 1980 in Waterbury serienmäßig in Produktion. Zusätzlich wurden von Süss Systeme für Prozesse entwickelt, die mit denen der Justierung verwandt sind, etwa Fotolackentwicklung und Reinigung. Im Jahr 1983 wurde eine asiatische Tochtergesellschaft in Thailand gegründet, gefolgt von weiteren Vertriebsbüros in Japan, China und Taiwan. Zudem unternahm das Unternehmen in den 1980er-Jahren einen Vorstoß auf das Feld der Röntgen-Stepper-Lithografie.
1989 entwickelte Süss aufgrund der steigenden Nachfrage nach Mikrosystemen den ersten Substrat-Bonder. In der Mikrosystemtechnologie ließen sich mit Substrat-Bondern heterogene Werkstoffe mit strukturierten Oberflächen verbinden. Bereits seit 1982 bestanden Geschäftskooperationen zwischen Süss und dem VEB Elektromat Dresden in der DDR. Nach dem Ende der DDR wurde im September 1990 gemeinsam mit dem ehemaligen VEB-Direktor Reinhard Welsch die Tochtergesellschaft Karl-Süss-Dresden GmbH mit Sitz in Sacka bei Dresden gegründet, wo anschließend für Süss produziert wurde.
1993 erfolgte die Aufnahme von Device-Bonder-Anlagen ins Sortiment. Das geschah zeitgleich mit der Übernahme des französischen Produzenten S.E.T., der Spin-Coater und Device Bonder herstellte. 1994 starben der Unternehmensgründer Karl Süss und sein ältester Sohn Ekkehard Süss kurz nacheinander. Die folgende Ausbezahlung der Kinder von Ekkehard Süss führte dazu, dass die Familie Süss ihre Anteilsmehrheit am Unternehmen abgab. Winfried Süss, der zweitgeborene Sohn von Karl Süss, vertrat die Familie aber weiter bis 2008 im Aufsichtsrat. 1999 ging die Holding des Unternehmens als Süss MicroTec AG an die Börse, was auch der neue Unternehmensname wurde.
In der Folge kamen im Jahr 1999 Convac (veräußert durch das Unternehmen Fairchild Semiconductor) sowie Fairchild Technologies als Tochtergesellschaften hinzu. Dadurch integrierte das Unternehmen Belackungssysteme in sein Angebot. 2001 schloss sich die Akquirierung von Image Technology an. Ab 2002 erfolgte der Einstieg in das Geschäftsfeld Mikrooptiken mit der neu gegründeten Tochtergesellschaft Suss MicroOptics mit Sitz in Neuchâtel, Schweiz.
2007 wurde die Produktsparte Device-Bonder wieder aufgegeben und im Zuge eines Management-Buy-outs an das französische Unternehmen S.E.T. S.A.S. verkauft. Ende der 2000er-Jahre folgte die Eröffnung von Geschäftsstellen in Singapur und Südkorea.

### Seit 2010: Jüngere Entwicklungen
Die 2010er-Jahre waren durch Schwankungen des Marktes für Halbleiter-Anlagentechnik gekennzeichnet. Als Reaktion änderte das Unternehmen seine Geschäftspolitik und leitete eine Konzentration auf eigene Kompetenzen sowie Zukäufe ein. 2010 erwarb Süss MicroTec mit HamaTech APE einen Anlagenhersteller für die Fotomasken-Prozessierungstechnologie. Im Jahr 2012 übernahm Süss MicroTec Tamarack Scientific aus Corona, Kalifornien, das Laserprozessierungstechnologie für die Übertragung von Mikrostrukturen entwickelte, produzierte und vertrieb.
Daneben erfolgten mehrere Verkäufe. So ging 2010 die Tochtergesellschaft im sächsischen Sacka, wo zuletzt Systeme für das Testen von Mikro-Bauteilen produziert worden waren, an die amerikanische Firma Cascade Microtech. Im gleichen Jahr wurde überdies die Produktion von Substrat-Bondern aus Waterbury in das von Hamatech APE erworbene Werk in Sternenfels verlagert. Dadurch wurden nunmehr Beschichtungsanlagen, Bonder und Fotomasken-Prozessierungsanlagen im selben Werk hergestellt. 2011 erfolgte der Verkauf der amerikanischen Tochtergesellschaft MicroTec Precision Photomask Inc. mit Sitz in Palo Alto, die an Fotomasken arbeitete, an eine Tochtergesellschaft des US-Konzerns OM Group.
Aufgrund der zunehmenden Digitalisierung baute Süss MicroTec seine Produktionskapazitäten im Jahr 2020 mit einer Produktionsstätte in Taiwan aus. Darüber hinaus kam im selben Jahr eine weitere Technologie hinzu, als das Unternehmen mit PiXDRO den Tintenstrahldruck-Geschäftsbereich des Solaranlagenherstellers Meyer Burger erwarb.
Infolge des KI-Booms seit 2023 legten der Umsatz sowie der Börsenwert von Süss MicroTec deutlich zu, weil das Unternehmen Teil der erweiterten Lieferkette des Marktführers Nvidia ist. Das Unternehmen musste infolgedessen seine Produktionskapazitäten erhöhen.
Suss MicroOptics, die seit 2002 bestehende Tochtergesellschaft für optische Mikrolinsen, wurde im Jahr 2024 an Focuslight Technologies Inc. verkauft. Ziel des Verkaufs seitens Süss MicroTec war, sich verstärkt auf das Halbleiter-Equipment-Kerngeschäft zu konzentrieren. Zudem erfolgte 2024 eine Umbenennung der Firma von SÜSS MicroTec SE in SUSS MicroTec SE, um vor dem internationalen Hintergrund des Unternehmens auf den Umlaut zu verzichten. Als neue Marke wurde SUSS etabliert.

## Unternehmensstruktur
Die Suss MicroTec SE hat ihren Sitz in Garching bei München. Die Leitung des Unternehmens besteht aus einem dreiköpfigen Vorstand und einem fünfköpfigen Aufsichtsrat. Neben dem Hauptsitz in Garching befinden sich im baden-württembergischen Sternenfels und in Hsinchu, Taiwan, weitere Produktionsstandorte des Unternehmens.
Suss MicroTec befindet sich zum Großteil im Streubesitz. Stand Juni 2025 sind die Anteilseigner mit über 3 %: Van Lanschot Kempen (9,893 %), Teslin Capital Management (7,5 %), Janus Henderson (5,043 %) und JPMorgan Asset Management (3,012 %). Das Unternehmen ist im SDAX und im TecDAX notiert.

### Tochtergesellschaften
Die deutschen Tochtergesellschaften des Mutterkonzerns Suss MicroTec SE sind (Stand Ende 2024):
- Suss MicroTec Solutions GmbH & Co. KG, Sternenfels
- Suss MicroTec Photomask Equipment Beteiligungs-GmbH, Sternenfels

Die internationalen Tochtergesellschaften von Suss MicroTec sind (Stand Ende 2024):
- Suss MicroTec Ltd., Market Rasen, Vereinigtes Königreich
- Suss MicroTec KK, Yokohama, Japan
- Suss MicroTec S.A.S., Pierre-Bénite, Frankreich
- Suss MicroTec Inc., Corona, Vereinigte Staaten
- Suss MicroTec (Taiwan) Company Ltd., Hsinchu, Taiwan
- Suss MicroTec Company Ltd., Shanghai, China
- Suss MicroTec (Singapore) Pte. Ltd, Singapur
- Suss MicroTec Korea Co. Ltd., Hwaseong, Südkorea
- Suss MicroTec Netherlands B.V., Eindhoven, Niederlande.

## Produkte und Anwendungen
Suss MicroTec liefert verschiedene Anlagen für die Halbleiterfertigung. Dazu gehören Belacker und Entwickler, Tintenstrahldrucker, Mask-Aligner, UV-Projektionsscanner, Imprint-Lithografie-Ausrüstung, Messsysteme, Wafer-Bonder und Fotomasken-Systeme.
Das Unternehmen bietet unter anderem Anlagen und Prozesse zum temporären Bonden von Wafern, die in der Produktion von Mikrochips eingesetzt werden, die für KI-Anwendungen benötigt werden. Dabei ist Suss MicroTec auch in die Lieferkette von Nvidia involviert (Stand 2024). Joachim Hofer beschrieb 2024 im Handelsblatt, dass Nvidia für seine Grafikprozessoren (GPUs) sehr leistungsfähige Halbleiter mit High Bandwidth Memory (HBM) als „unverzichtbare Ergänzung“ benötige. Einige der Anlagen, mit deren Hilfe diese HBM-Chips entstehen, stammen von Suss MicroTec.
Wichtige Endanwendungen der Sensoren und mikroelektromechanischen Systeme (MEMS), deren Hersteller von Suss MicroTec beliefert werden, sind Konsumelektronik (Unterhaltungselektronik, Hausgeräte, Mobiltelefone, Fotoapparate usw.), Maschinen- und Anlagenbau, Steuerungs-, Mess- und Regeltechnik, Prozessoren, Labortechnik, Medizintechnik, Automotive, Luft- und Raumfahrt sowie Sicherheitsanwendungen.